# Poclain
Poclain je francosko družinsko podjetje, ki ga je ustanovil Georges Bataille leta 1926. Kasneje sta mu pomagala sinova Pierre in Claude in tudi Jacques and Bernard Bataille. Poclain proizvaja hidravlične motorje in gradbene stroje. Pierre Bataille je leta 1950 zgradil prvi hidravlični kopač.
Družina Bataille je leta 1974 prodala del podjetja, ki se je bavil s proizvodnjo tradicionalnih kopačev, ameriškemu Case CE, ki se je leta 1999 združil z New Holland N.V. in leta 2013 skupaj z njim prešel v Fiat Industrial in nato v korporacijo CNH Industrial. Originalna firma Poclain se je popolnoma posvetila hidravlični diviziji in že leta 1976 je nastalo podjetje Poclain Hydraulics, ki je še danes svetovno pomembno podjetje v načrtovanju in proizvodnji hidravličnih kopačev.
Leta 2012 je Poclain Hydraulics prevzel slovensko podjetje Kladivar, ki je že 60 let obratovalo v Žireh.